# Nothrus truncatus
Nothrus truncatus är en kvalsterart som beskrevs av Banks 1895. Nothrus truncatus ingår i släktet Nothrus och familjen Nothridae.

## Underarter
Arten delas in i följande underarter:
- N. t. truncatus
- N. t. robustus